# Incertezas do tipo A e do tipo B

## Introdução
Em qualquer série de medições feitas sobre as mesmas condições, podemos obter resultados diferentes. A variação dos resultados das medições é fruto da chamada flutuação estatística e, em geral, de fatores que não conseguimos (ou não desejamos) controlar experimentalmente. Somos capazes de controlar ou eliminar vários fatores, porém, como esse controle também é imperfeito, o resultado da medição sempre estará sujeito a alguma variabilidade.
A incerteza de um dado conjunto de medidas divide-se em dois tipos: Tipo A e Tipo B. Deve-se ter claro qual o real conceito de incerteza e a diferença em relação ao conceito de erro. Enquanto erro é a medida do quanto um valor experimental se afasta de um valor verdadeiro, a incerteza depende de um conjunto de medidas, e expressa a confiabilidade da medição.
Podemos ver, então, que o erro é um valor associado a cada medida individualmente, e depende da existência de um valor verdadeiro, enquanto a incerteza está relacionada a um conjunto de medidas, independentemente da existência do valor verdadeiro.
Com esses conceitos esclarecidos, é possível compreender os tipos de incerteza associada a uma medição, que são:

## Tipo A
A incerteza do tipo A está relacionada à medida de confiabilidade da medição através da análise das flutuações estatísticas. A incerteza está relacionada ao conceito de desvio padrão, que mede o quanto os dados obtidos variam em relação à média dos próprios dados (isso prova que a incerteza não depende do valor verdadeiro).Uma boa maneira de compreender como funciona a incerteza do tipo A é através de um exemplo. Vamos pensar em um jogo de tiro ao alvo. Nesse caso, há um valor verdadeiro para o objetivo do jogo, definido como o ponto central do alvo. O atirador tem direito a dez disparos para tentar acertar o centro do alvo o maior número de vezes que puder. Um atirador X obteve o resultado mostrado na Figura 1:
Nota-se que o atirador acertou seus disparos em posições distantes do centro do alvo, porém, se tomarmos a média dos disparos, o ponto resultante seria próximo do meio, o que significa que a média dos disparos se aproxima do valor verdadeiro.
Já um atirador Y obteve o resultado mostrado na figura 2:
Nesse caso, o atirador, apesar de ter alvejado pontos longe do centro do alvo, conseguiu concentrar seus disparos numa determinada região, o que significa que, apesar de a média de seus disparos não ser próxima do centro, o atirador possui precisão em seus disparos, e o erro em relação ao centro deve-se a algum fator sistemático, como, por exemplo, um desvio na própria arma que o atirador utilizou.
Poderíamos também ter outros 2 atiradores, um atirador Z (Figura 3) que sofre de erros tanto aleatórios como sistemáticos, ou um atirador W (Figura 4) que não sofre de nenhum dos tipos de erro e, portanto, seria o mais confiável dos 4.

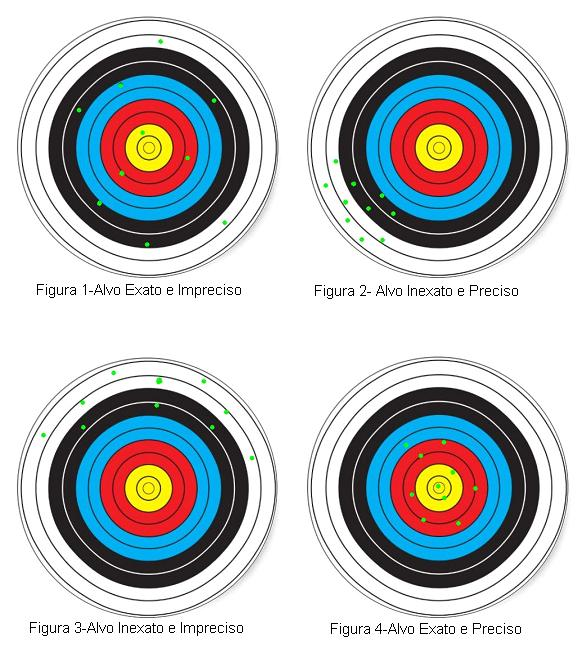
Alvos

Estes exemplos servem para ilustrar a utilização do conceito não só de incerteza no geral, como da incerteza do tipo A. Se não soubéssemos o valor verdadeiro e tivéssemos que escolher um dos atiradores como o mais confiável apenas entre os atiradores X e Y, escolheríamos o atirador Y, pois seus disparos se desviaram menos em relação à média de seus disparos do que o atirador X. Porém, esse exemplo também ilustra que em alguns casos, sabendo o valor verdadeiro, medidas menos dispersas são piores e menos confiáveis, pois o desvio padrão associado aos tiros do atirador Y não representa corretamente a confiabilidade do resultado da medição.

## Tipo B
Segundo o Guia para Expressão da Incerteza na Medição (Joint Commitee for Guides in Metrology, 2008a), se tivéssemos condições ideais, qualquer análise deveria ser feita por procedimentos do tipo A. Como isso nem sempre é possível, é importante introduzir os métodos de avaliação da incerteza do tipo B, que dispensam a análise estatística de observações repetidas.
A incerteza do tipo B depende de quaisquer outros fatores além da aleatoriedade, tais como a maturidade, a intuição e o conhecimento que o experimentador tem acumulado sobre seus instrumentos e procedimentos de medição. Vale destacar que avaliações do tipo A e do tipo B, quando executadas corretamente, são igualmente confiáveis na determinação da incerteza de uma medição.
Avaliações de incerteza do tipo B são utilizadas quando fazer repetidas medições é difícil (por exemplo, se quisermos medir a temperatura num determinado local a uma determinada hora, é necessário esperar 24 horas para cada medida, o que demanda um grande tempo para fazer um conjunto de medições com boa confiança estatística) ou caro. Um exemplo de aplicação da incerteza do tipo B é quando desejamos medir a massa de um bloco. Se fizermos repetidas medidas na mesma balança, obteremos sempre os mesmos resultados, ou seja, não haverá flutuação estatística (devido à falta de aleatoriedade), portanto não faz sentido falar em avaliação do tipo A. Porém, se, devido a um erro de fábrica qualquer medida feita sofrer um acréscimo de 100g, teremos um erro sistemático na medida, e é esse tipo de erro que é analisado pelo tipo B. Além desse erro relacionado a um acréscimo na massa medida, inúmeros outros erros podem ser levados em conta, de forma que sempre poderá haver uma fonte de erro sistemático na medida, gerando uma incerteza. No exemplo de tiro ao alvo usado para a descrição da incerteza do tipo A, uma fonte de erro sistemático poderia ser um desvio no cano da arma que foi utilizada para fazer os disparos, de forma que esse fator poderia explicar os disparos feitos pelo atirador Y.
A avaliação da incerteza do tipo B consiste em três passos:

### Primeiro Passo
Identificar, dentre as informações disponíveis sobre procedimentos e instrumentos de medição, as mais adequadas em relação à produção de incerteza da medição;

### Segundo Passo
Escolher uma distribuição de probabilidade que melhor se ajuste com as informações disponíveis;

### Terceiro Passo
Ajustar os parâmetros da distribuição às informações disponíveis, de forma a produzir uma quantidade que possa ser interpretada e utilizada como desvio padrão.
Seguindo-se esse procedimento, é possível determinar um valor a ser utilizado como desvio padrão, mesmo que não haja flutuações estatísticas aleatórias entre as medidas.

## Resumo
Em resumo, existem 2 tipos diferentes de analisar a incerteza de uma medição: Tipo A e tipo B. Enquanto o tipo A está relacionado às flutuações estatísticas ligadas à aleatoriedade de uma medição, a análise do tipo B está ligada à fonte de erros sistemática de qualquer medição. Uma análise estatística completa deve conter todas as fontes de incerteza, assim como desvio padrão e variância, além de informações derivadas dos métodos de estimação da incerteza, ou seja, tanto da análise do tipo A quanto do tipo B.